# Whiteboard

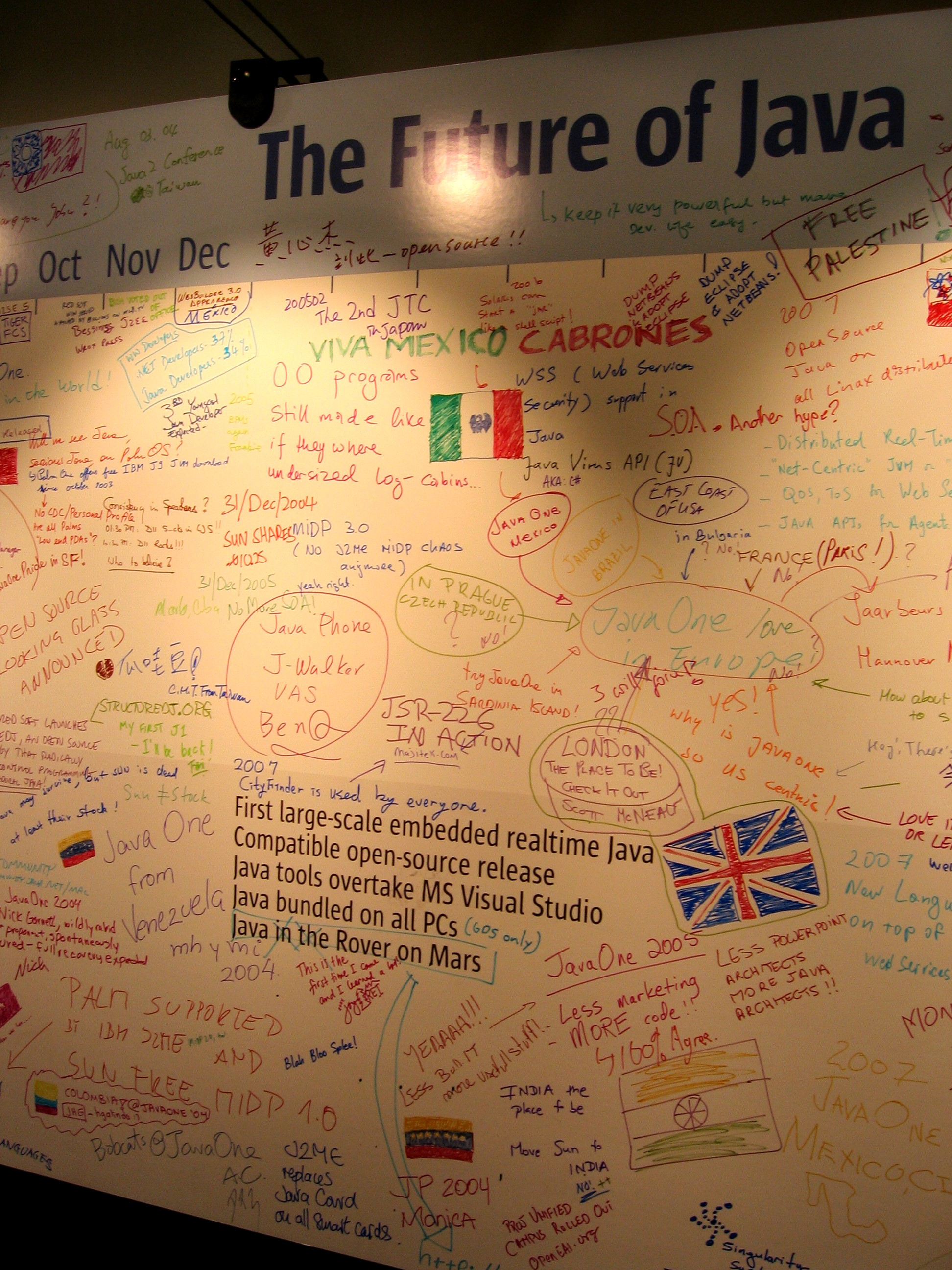
Een groot whiteboard met gekleurde stiften beschreven

Een whiteboard (uit het Engels) of stiftbord is een bord met meestal een kunststof deklaag of van gelakt metaal waarop met een viltstift met uitwisbare inkt kan worden geschreven. Het wordt gebruikt als stofvrij alternatief voor het traditionele schoolbord.

## Geschiedenis
Het whiteboard werd in 1950 uitgevonden, maar het duurde nog jaren voordat dit nieuwe bord het aan populariteit zou winnen en de tot dan toe geliefde krijtborden zou voorbijgaan. Twee personen worden gezien als de uitvinders van het whiteboard. De eerste is Martin Heit, fotograaf van beroep. Ruim vijftig jaar voordat de digitale fotografie uitgevonden werd, maakte Heit aantekeningen op de achterzijde van negatieven die opgeslagen lagen in zijn werkruimte. De achterzijde van een negatief is glad. Heit gebruikte een markeerstift, zodat wat hij schreef gemakkelijk viel uit te vegen met een vochtige doek. Hierdoor wordt hij als de eerste uitvinder van het whiteboard gezien. Maar Heit was niet degene die van deze borden een product zou maken en dit op de markt zou brengen. Heit wilde dit wel, maar na meerdere tegenslagen besloot hij het patent te verkopen aan Dri-Mark. Dit bedrijf introduceerde het bord later in de wereld.
De ander was Albert Stallion. Hij werkte bij een staalbedrijf in de Verenigde Staten. Begin jaren zestig kwam hij op het idee stalen platen te gebruiken als bord om op te schrijven. Hij zag deze nieuwe borden vrijwel direct als vervanger van krijtborden. Anderen binnen het bedrijf waar Stallion werkte waren niet geïnteresseerd in de ontwikkeling van een dergelijk product. Zodoende besloot Stallion zijn eigen bedrijf op te richten, MagiBoards, en met dit bedrijf werd hij een concurrent van Dri-Mark.
Whiteboards werden niet meteen populair, doordat deze borden aanvankelijk geen extra voordeel boden. De borden dienden (evenals een krijtbord) met een natte doek schoongemaakt te worden. In 1975 patenteerde uitvinder Jerry Woolf echter een stift die een eenvoudig uit te wissen inkt bevatte. Dit droeg bij aan de verkoop van de borden. Maar het waren maatschappelijke zorgen over de gezondheidsrisico's van krijtborden midden jaren negentig die deze traditionele borden onwenselijk maakten. Zo werden whiteboards als alternatief ingevoerd door grote scholen, overheden en zorginstanties.